# Unione Sportiva Triestina 1952
Questa voce raccoglie le informazioni riguardanti l'Unione Sportiva Triestina nelle competizioni ufficiali della stagione 1952.

## Maglie e sponsor
| 1ª divisa |

## Rosa
| N° | Naz.              | Ruolo | Sportivo         |  |  |  |
| -- | ----------------- | ----- | ---------------- |  |  |  |
| ?  | Italia (bandiera) | E     | Emilio Bertuzzi  |  |  |  |
| ?  | Italia (bandiera) | E     | Ermanno Bertuzzi |  |  |  |
| ?  | Italia (bandiera) | E     | Claudio Brezigar |  |  |  |
| ?  | Italia (bandiera) | P     | Romano Cataletto |  |  |  |
| ?  | Italia (bandiera) | E     | Marcello Forti   |  |  |  |
| ?  | Italia (bandiera) | E     | Giovanni Poser   |  |  |  |
| ?  | Italia (bandiera) | E     | Sanguanini       |  |  |  |
| ?  | Italia (bandiera) | E     | Claudio Torrenti |  |  |  |